# فيلهلم هوفمايستر
فيلهلم هوفمايستر (بالإنجليزية: Wilhelm Hofmeister)‏ (و. 1824 – 1877 م) هو أحيائي، وعالم نبات، وأستاذ جامعي من مملكة ساكسونيا . ولد في لايبزيغ.
وكان عضواً في الأكاديمية الألمانية للعلوم ليوبولدينا، والأكاديمية الأمريكية للفنون والعلوم، والأكاديمية الملكية السويدية للعلوم، والأكاديمية البروسية للعلوم .

## مناصب وهيئات
أدار جامعة توبنغن، وجامعة هايدلبرغ.

## روابط خارجية
- فيلهلم هوفمايستر على موقع الموسوعة البريطانية (الإنجليزية)
- فيلهلم هوفمايستر على موقع إن إن دي بي (الإنجليزية)